# El Niño – Oscillation australe
« ENSO » redirige ici. Pour les autres significations, voir Enso.
Ne doit pas être confondu avec El Niño.
El Niño – Oscillation australe, ou ENSO (acronyme de El Niño – Southern oscillation, composé à partir des termes El Niño et  Southern Oscillation (« oscillation australe »)), est un phénomène climatique et océanographique reliant le phénomène climatique El Niño et l’oscillation australe de la pression atmosphérique.
Bien que les masses d'air des deux hémisphères soient relativement isolées l'une de l'autre, le rythme décennal des fluctuations atmosphériques de l'hémisphère nord affecte le climat de l'Amérique du Nord et de l'Eurasie, mais aussi le climat de l'hémisphère sud et notamment de l'immense région du Pacifique,. Il a un lien important avec certains cycles écologiques, marins notamment, et continentaux, via les modifications de pluviométrie qu'il peut engendrer,. Ces modifications importantes de pluviométrie peuvent expliquer ou aggraver certains phénomènes de désertification, de sécheresses et salinisation des sols dans l'hémisphère sud. L'ENSO semble aussi entretenir un lien de causalité, ou des interactions fortes, avec un phénomène sans précédent de réchauffement des eaux de surface de l'Est de l'océan Pacifique.

## État des connaissances
Le système ENSO fait l'objet, depuis la fin du XXe siècle, de nombreuses études dans le cadre des sciences du climat (prévision météorologique à long terme, changement climatique).
Ce phénomène d'oscillation est un phénomène complexe. Il présente une certaine régularité, mais il est constamment influencé par de nombreux facteurs et rétroactions, dont :
- le phénomène El Niño[8] ;
- le réchauffement global de la zone Pacifique[9] ;
- les fontes polaires, sources d'eaux froides et douces qui modifient les courants marins et les équilibres de température[10] et de densité des masses d'eau[11]. ENSO affecte les phénomènes de stratification de température et de salinité de grandes masses d'eau (notamment à partir de la mer de Weddell[12]), qui influencent elles-mêmes à moyen et long terme certains grands courants marins et phénomènes de remontée d'eau (upwelling et endo-upwellings) d'une grande importance écologique ;
- les évènements affectant la stratosphère [13], qui ont des répercussions sur de vastes régions, dont l'Europe[14]. L'ENSO est également influencé par les variations d'insolation de l'atmosphère (influencée par les cycles solaires, mais aussi le trou de la couche d'ozone en ce qui concerne le rayonnement UV) et l'effet de serre et certains aérosols en ce qui concerne le rayonnement infrarouge. Des changements sont notamment observés dans les phénomènes radiatifs et de chimie et de photochimie de la haute atmosphère [15] ;
- les températures de surface de l'océan [16] ;
- le forçage radiatif induit par les émissions de grands volcans [17] ;
- l'injection d'aérosols anthropiques ou de poussières (envols à partir d'incendies de forêt, des déserts, de zones labourées et sèches ou de zones en cours de désertification, africaines notamment[18]).

### Effets sur la météo
L'ENSO est lui-même un des facteurs d'influence qu'il faut comprendre pour mieux prédire à long terme les tendances météorologiques, par exemple de l'océan Indien l'année suivante , ou son incidence sur le réchauffement hivernal d'une partie de la calotte polaire du pôle Sud où certaines zones (centre-ouest antarctique) comptent parmi celles qui se réchauffent le plus rapidement au monde.

Il est en cause dans certains réchauffements brutaux et certaines variations de pluviométrie.

### Variabilité de la position du trait de côte mondial
L’évolution du littoral à l’échelle mondiale est dominée par El Niño. Plusieurs organismes de recherche, dont l’IRD et le CNES soulignent l’influence du phénomène El Niño sur les côtes à l’échelle mondiale. Les scientifiques ont analysé les données ENSO (El Niño – oscillation australe) entre 1993 et 2019 sur les positions du trait de côte et niveau de la mer, Ces données leur ont permis de révéler l'élévation du niveau de la mer et l'influence des cours d'eau. Les résultats de cette étude fournissent un nouveau cadre pour comprendre et prévenir des risques côtiers induits par le climat,.

### Effets écologiques

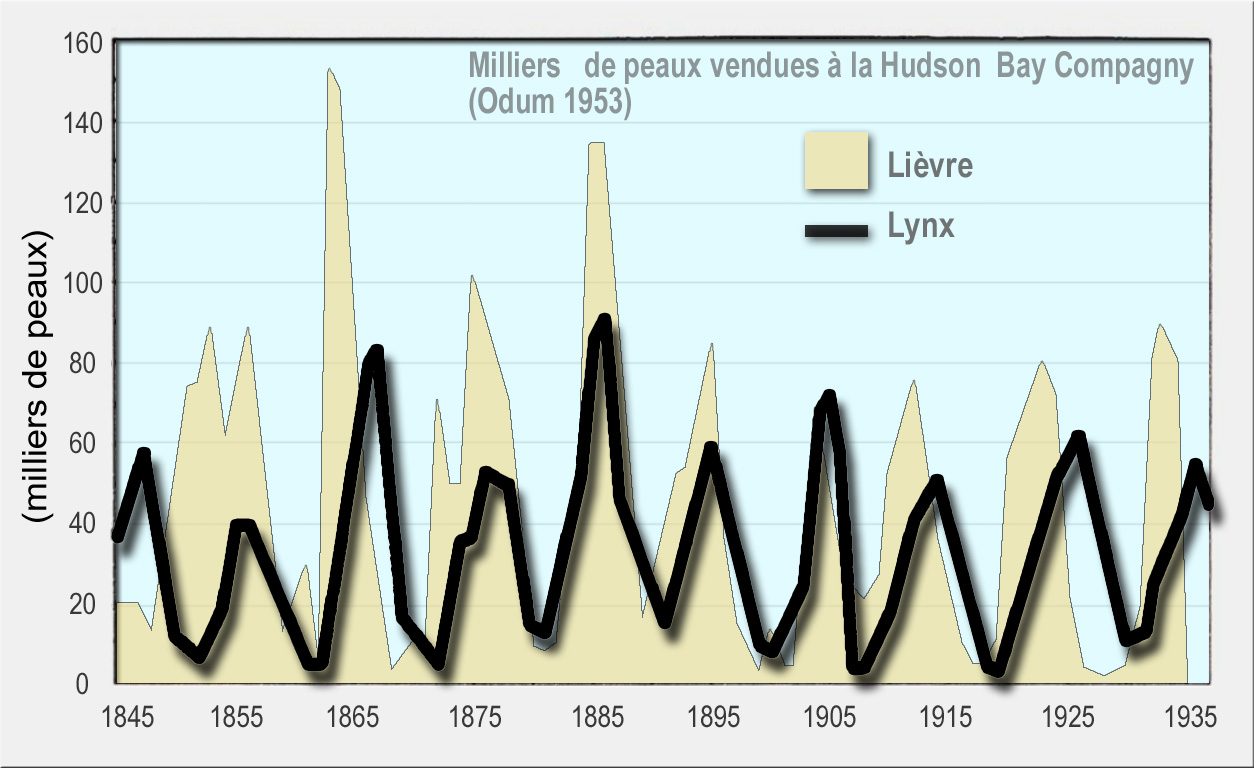
Graphe présentant le nombre de fourrures vendues par les trappeurs au comptoir de la Baie d'Hudson (sur environ 90 ans) pour (en noir) le lynx canadien et l'une de ses principales proies, le lièvre américain. explique en partie ce cycle.

L'ENSO en modifiant périodiquement (et sur une durée dépassant un cycle saisonnier annuel) les températures marines (en surface et au niveau des upwellings et endo-upwellings) ainsi que la pluviométrie et la nébulosité a des effets considérables sur les écosystèmes et leur productivité biologique, ainsi que sur la fitness de certaines espèces, et sur certains déplacements de population animales. On sait maintenant que de faibles différences de température des eaux marines peuvent fortement modifier les écosystèmes marins et les relations de prédation (par exemple, en affectant des espèces clés sensibles à la température Enso fait que de faibles changements climatiques peuvent générer de grands changements dans les communautés écologiques. Des expériences in situ et en laboratoire ont montré qu'un léger refroidissement de l'eau réduit considérablement les effets d'un prédateur clé, l'étoile de mer Pisaster ochraceus, sur sa principale proie. Les changements en cours dans les schémas de remontée d’eau froide, associés aux événements d’El Nino et aux changements géophysiques à long terme, peuvent donc avoir des effets considérables sur la composition et la diversité de ces communautés intertidales rocheuses).
À grande distance, en affectant la productivité végétale (plancton marin, herbacées et arbres sur terre), il influe sur la biogéographie, cause de rapides déclins de populations dans certaines régions du monde (dans les zones sèches ou très dépendantes des pluies dont chez les ongulés de la savane africaine par exemple et en particulier sur la dynamique des systèmes prédateurs-proies en Amérique du Sud, et à distance dans d'autres parties du monde ,.
À titre d'exemple le graphique ci-contre (basé sur des archives statistiques collectées par Odum) montre qu'en faisant fluctuer les populations de lièvres, ENS0 affecte aussi (avec un léger décalage temporel) les populations de leurs prédateurs d'Amérique du Nord. Ici le graphique présente les fluctuations de deux espèces (une proie qui et le lièvre américain, et son principal prédateur, le lynx du Canada). Ces deux espèces ont coévolué et ont une dynamique de population cyclique marquée par des interactions durables : le recul de la population proie induit un recul de la population de prédateurs qui ne se rétablit que quand la proie a déjà bien recolonisé son habitat, publiées en 1953). L'ENSO (El Niño Southern Oscillation), susceptible d'affecter la fitness des lièvres. Quand le lièvre commence à pulluler parce qu'étant moins contrôlé par son prédateur, il exerce une pression d'herbivorie plus intense, en modifiant le faciès des herbacées et en tuant certains très jeunes arbres.
Il a aussi des impacts indirects sur les variations de répartition de certaines ressources naturelles (halieutiques et de phytoplancton notamment). Ces impacts écologiques peuvent être distants, jusque dans le haut des bassins versants pour des poissons migrateurs tels que le saumon par exemple,, autant de ressources halieutiques qui jouent un rôle important en remontant vers les hauteurs des oligoéléments vitaux et rares sur les continents, dont l'iode marin. L'albédo de la couche nuageuse, la pluviométrie, la température et le vent influent en effet sur les taux de nutriments et le taux d'oxygène de l'eau (qui diminue quand la température augmente) et donc sur l'activité biologique.

## Études paléo-climatiques
Pour mieux comprendre et prévoir les évolutions climatiques contemporaines, et caler les modèles mathématiques, on cherche aussi à reconstruire et comprendre les variations passées du climat et les liens avec l'oscillation australe, depuis le Pliocène jusqu'à la période récente (depuis l'Antiquité romaine). Les reconstructions paléoclimatiques de l’activité d’El Niño ont pour but de tester si l’activité du phénomène (sa fréquence et son intensité) a été sensible aux changements climatiques globaux du passé, ce qui aiderait à prédire sa réaction au changement climatique anthropique actuel.
Les enregistrements les plus anciens du phénomène El Niño sont datés de 130 000 ans et ont été obtenus à partir de coraux fossiles de Papouasie-Nouvelle-Guinée. Les simulations climatiques suggèrent cependant que l’ENSO (El Niño Southern Oscillation) existe depuis le Pliocène (5,3  à   2,6 Ma).
Diverses techniques existent pour retrouver les traces anciennes de l’activité d’El Niño. La plus directe consiste à reconstruire, à partir d’indicateurs géochimiques (comme les isotopes de l’oxygène) mesurés le long de l’axe de croissance de coraux ou de mollusques fossiles, les variations mensuelles de la température de l’eau à l’époque où ces organismes ont vécu. Les résultats les plus récents montrent que l’activité de l’ENSO a connu une période de très faible activité dans le Pacifique central et oriental il y a 6 000  à   3 000 ans,. L’analyse de coquilles de mollusques fossiles provenant de sites archéologiques péruviens suggère que l’activité actuelle de l’ENSO est la plus intense depuis 10 000 ans.